# Palazzo De Campora
Il Palazzo De Campora è un edificio di valore storico e architettonico di Napoli, ubicato in via dei Tribunali.

## Storia e descrizione
Il palazzo, di cui si posseggono pochissime notizie storiche, ha origini costruttive incerte. Certamente ebbe un ultimo grande rifacimento nel XVIII secolo, su commissione della famiglia dei baroni Terralavoro (proprietari in quel secolo di altri immobili di prestigio nella capitale partenopea). Presenta un'alta facciata di cinque piani (compreso il mezzanino), alla cui base si apre il portale in piperno e i cui primi due presentano delle cornici delle finestre decorate da appariscenti stucchi in stile rococò. Oltrepassato il portale, vi è l'androne, la cui volta presenta lo stemma affrescato della famiglia De Campora (detta anche Acampora), altra famiglia, originaria di Agerola, che possedette l'edificio; e poi, in asse rispetto all'ingresso e sulla parete di fondo, è situata la pregevole scala aperta, certamente settecentesca, dall'unica arcata per livello e retta da spesse mensole.
Allo stato attuale il palazzo è adibito a condominio privato e potrebbe essere tenuto in migliori condizioni, pur non essendo particolarmente degradato.